# Rąbież (województwo wielkopolskie)
Rąbież – osada leśna w Polsce, położona w województwie wielkopolskim, w powiecie krotoszyńskim, w gminie Krotoszyn.